# Kelly Williamson
Pour les articles homonymes, voir Williamson.
Kelly Williamson née Handel le 5 décembre 1977 à Zionsville dans l'Indiana, est une triathlète professionnelle américaine, vainqueur sur triathlon Ironman et Ironman 70.3.

## Biographie

### Jeunesse
Kelly Williamson grandit à Zionsville dans l'Indiana avant de s'installer dans l'Illinois pour poursuivre son cycle scolaire au collège puis à  l'Université de l'Illinois à Urbana-Champaign. Elle obtient une bourse en natation et elle est nommée capitaine de l'équipe de natation pendant deux ans tout en étudiant en kinésiologie. En 2002 après le collège, elle est invitée à une formation au Centre olympique des États-Unis (OTC) à Colorado Springs par USA Triathlon (USAT) qui l'a détectée comme une  potentielle élite pour le triathlon courte distance. Elle pratiquait le triathlon après la natation à l'université, où elle utilise ce sport comme une nouvelle façon de rester active et de satisfaire son plaisir de la pratique sportive. À l'OTC, elle est formée pendant deux ans, tout en prenant part à des compétitions organisées par la Fédération internationale de triathlon (ITU). Elle remporte pendant cette période, les championnats panaméricains  régionaux et elle est nommée jeune triathlète élite de l'année par l'USAT en 2002.

### Carrière en triathlon
En 2005, Kelly  Williamson subit des blessures dans un accident de vélo et ne participe à aucune compétition majeure,. Elle met à profit ce temps d’arrêt pour évaluer l’évolution  de sa carrière sportive et en déduit que malgré quelques succès initial, le circuit et les compétitions courtes distance de l'ITU, ne sont plus parfaitement appropriés,. Elle fait le choix de déménager avec son mari, pour s'installer à Austin au Texas et commence à s'engager les courses longues distances du circuit Ironman et Ironman 70.3.  En 2012, elle devient professionnelle et réalise de bons résultats sur la saison, les meilleurs de sa carrière selon sa propre analyse et remporte la seconde place du championnat du monde d'Ironman 70.3. Cependant elle finit à « une décevante » 15e place lors du championnat d'Ironman à Kona Hawaï. Elle remporte sa première course sur cette distance en mai 2014, lors de l'Ironman Texas et affiche le seul temps féminin inférieur à trois heure lors du marathon.

### Vie personnelle
Kelly Williamson réside à Austin où elle avec son  son mari Derick, il s'entraine et ont créé une activité autour de l’entrainement d'endurance.

## Palmarès
Le tableau présente les résultats les plus significatifs (podium) obtenus sur le circuit national et international de triathlon depuis 2010.
| Année | Compétition                                  | Pays       | Position           | Temps           |
| ----- | -------------------------------------------- | ---------- | ------------------ | --------------- |
| 2014  | Ironman Texas                                | États-Unis | Médaille d'or      | 8 h 54 min 42 s |
| 2014  | Ironman Mexique                              | Mexique    | Médaille d'argent  | 9 h 24 min 41 s |
| 2014  | Ironman Cœur d’Alene                         | États-Unis | Médaille d'argent  | 9 h 50 min 7 s  |
| 2012  | Championnat du monde Ironman 70.3            | États-Unis | Médaille d'argent  | 4 h 29 min 24 s |
| 2012  | Ironman 70.3 Muncie (modifié en D. Standard) | États-Unis | Médaille d'or      | 2 h 10 min 53 s |
| 2012  | Ironman 70.3 Texas                           | États-Unis | Médaille d'or      | 4 h 13 min 27 s |
| 2012  | Ironman 70.3 San Juan                        | Porto Rico | Médaille d'or      | 4 h 14 min 6 s  |
| 2011  | Ironman 70.3 Buffalo Springs                 | États-Unis | Médaille d'or      | 4 h 26 min 9 s  |
| 2011  | Ironman 70.3 San Juan                        | Porto Rico | Médaille d'or      | 4 h 15 min 38 s |
| 2011  | Ironman Texas                                | États-Unis | Médaille d'argent  | 9 h 7 min 54 s  |
| 2010  | Ironman 70.3 Branson                         | États-Unis | Médaille d'or      | 4 h 25 min 47 s |
| 2010  | Steelhead Ironman 70.3                       | États-Unis | Médaille d'or      | 4 h 15 min 41 s |
| 2010  | Ironman Cœur d’Alene                         | États-Unis | Médaille de bronze | 9 h 39 min 23 s |